# Claes Tol
Claes Nicolas Jacobszoon Tol (Utrecht, 1628 – Utrecht, 1652) è stato un pittore olandese del secolo d'oro.

## Biografia
Si conosce poco della vita di quest'artista originario di Utrecht: presumibilmente fu attivo in patria tra il 1634 ed il 1652, ma secondo Golahny nacque intorno al 1628.
Il suo stile si rifà a quello di Cornelis van Poelenburch, tanto da poterlo considerare un suo seguace, come evidenziato dalle opere pervenuteci, quali un dipinto con dèi tra le nubi ed alcuni paesaggi arcadici che ricordano la maniera dell'ultimo Poelenburch.

## Opere
- Orfeo suona per gli dèi sul monte Olimpo, olio su rame, 48 x 64 cm[3]
- Paesaggio italiano con baccanali, olio su tavola, 38,1 x 47,2 cm, attribuito[4]